# Walter Busse
Walter Alejandro Busse (General Güemes, 3 marzo 1987) è un calciatore argentino, centrocampista del Gimnasia (S).

## Caratteristiche tecniche
Gioca come centrocampista centrale.

## Carriera
È cresciuto nelle giovanili del Gimnasia (J).

## Palmarès

### Club

#### Competizioni internazionali
- Coppa Sudamericana: 1

Independiente: 2010